# Lubě
Lubě (in tedesco Lubie) è un comune della Repubblica Ceca facente parte del distretto di Blansko, in Moravia Meridionale.